# Saint-Christophe-le-Chaudry
Saint-Christophe-le-Chaudry is een gemeente in het Franse departement Cher (regio Centre-Val de Loire) en telt 105 inwoners (2009). De plaats maakt deel uit van het arrondissement Saint-Amand-Montrond.

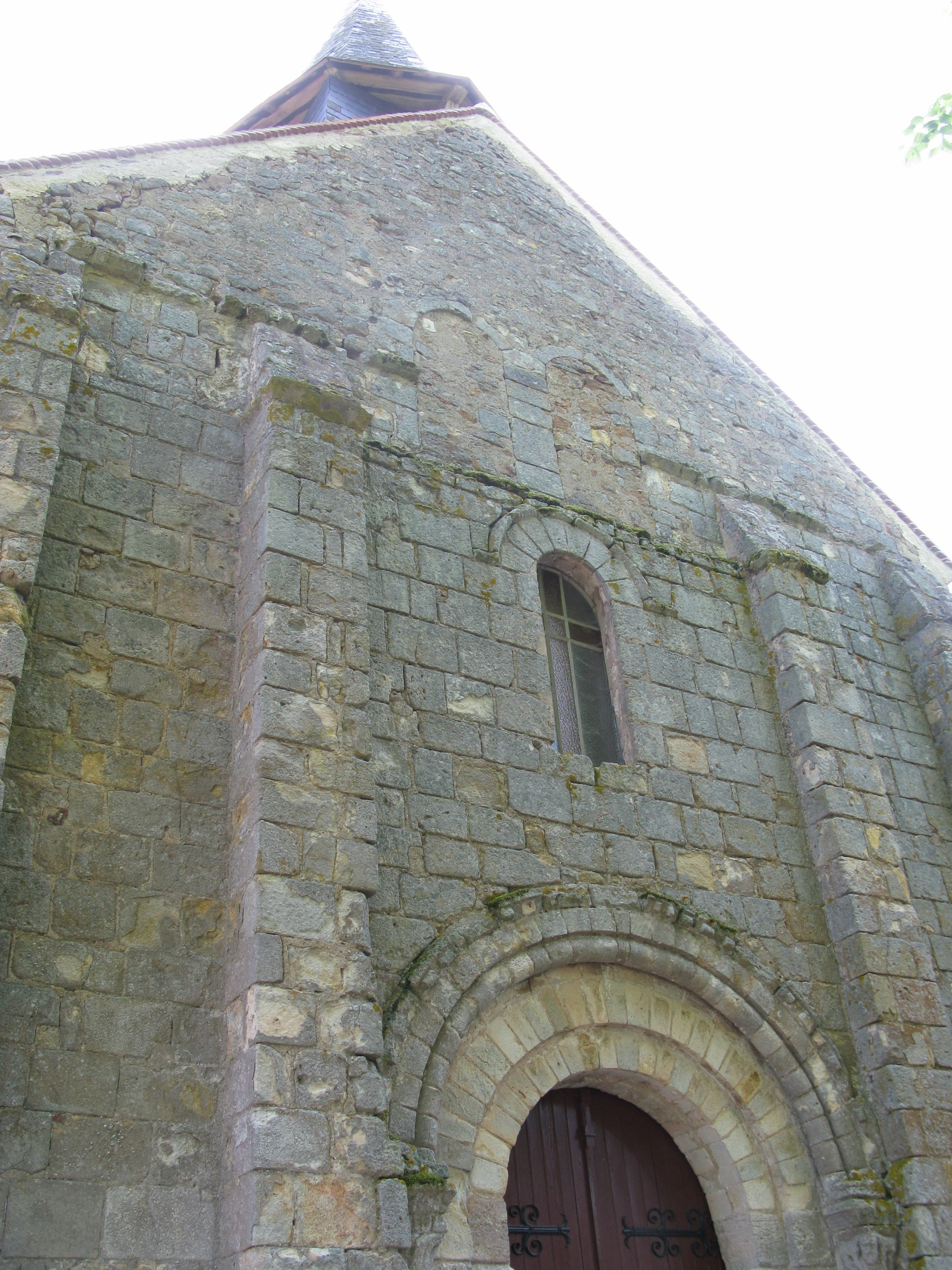
Kerk van Saint-Christophe-le-Chaudry

## Geografie
De oppervlakte van Saint-Christophe-le-Chaudry bedraagt 17,1 km², de bevolkingsdichtheid is dus 6,1 inwoners per km².
De onderstaande kaart toont de ligging van Saint-Christophe-le-Chaudry met de belangrijkste infrastructuur en aangrenzende gemeenten.

## Demografie
Onderstaande figuur toont het verloop van het inwonertal (bron: INSEE-tellingen).